# Tentativa de golpe de Estado no Brasil em 2022–2023
A tentativa de golpe de Estado no Brasil em 2022–2023, também chamado de Punhal Verde e Amarelo em referência ao nome do documento de seu planejamento, foi uma série de articulações de integrantes do governo Jair Bolsonaro e das Forças Armadas ao longo e após as eleições presidenciais de 2022 com o objetivo de subverter o processo de transição do poder ao presidente eleito Luiz Inácio Lula da Silva, para manter Jair Bolsonaro na presidência. 
Os atos planejados incluíam a detenção de membros do judiciário, o fechamento de instituições de Estado, como o Congresso Nacional, e o cometimento de atentados contra a vida de Lula, do vice-presidente eleito Geraldo Alckmin e do ministro do Supremo Tribunal Federal Alexandre de Moraes.
Os planos, evidências e indivíduos envolvidos na tentativa de um golpe de Estado foram gradativamente revelados em investigações conduzidas por órgãos públicos e pela imprensa nos anos de 2023 e 2024.
Em novembro de 2024, a Polícia Federal indiciou Jair Bolsonaro e diversos ex-integrantes de seu governo por tentativa de abolição violenta do estado democrático de direito, tentativa de golpe de estado e organização criminosa.

## Contexto
No âmbito do Governo Jair Bolsonaro e da ideologia do bolsonarismo, a figura líder destaca-se por promover repetidos ataques às instituições democráticas, sobretudo à corte constitucional, por fazer maciça divulgação de notícias falsas e por defender as práticas de tortura e assassinatos cometidos pela ditadura militar brasileira.

### Desinformação sobre o sistema eleitoral
As notícias falsas (ou fake news) são um elemento com especial proeminência no período. Embora notícias falsas no país não sejam fenômeno novo, o acesso generalizado a ferramentas digitais de comunicação e a facilidade de disparos em massa conferiram às notícias falsas nas eleições no Brasil em 2022 protagonismo nos debates eleitorais. Em função da retrospecto do pleito de 2018, foram foco de ações de contenção por parte de tribunais, legisladores e empresas de comunicação.
As eleições gerais no Brasil em 2018 foram profundamente marcadas pela propagação em massa dessas notícias fraudulentas. O uso de aplicativos de mensagens instantâneas como o WhatsApp e a abrangência de redes sociais como Facebook e Twitter permitiu, mais do que em outros anos, o espalhamento rápido e abrangente de todo tipo de conteúdo, incluindo notícias falsas criadas para parecerem verdadeiras e direcionadas a manipular a opinião pública quanto a partidos e candidatos. Notícias falsas como a do alegado kit gay e da suposta distribuição de mamadeira de piroca se notabilizaram e acabaram sendo usados por candidatos em campanha mesmo após oficialmente desmentidos.
As redes sociais, além do meio para divulgação, contribuíram para o impulsionamento de notícias falsas com o uso de robôs para elevação da visibilidade das postagens, além da possibilidade de pagamento pelo impulsionamento patrocinado do conteúdo. As redes sociais também forneceram a geradores de informação falsa dados de comportamento e preferências de usuários que permitiram criar conteúdo direcionado a extratos da população particularmente suscetíveis a serem influenciados por determinados tipos de conteúdo, com atuação semelhante à da Cambridge Analytica que, embora não tenha efetivado participação nas eleições de 2018, teve o caso de seu uso de dados do Facebook para manipular eleições nos EUA como inspiração para estratégias de desinformação adotadas no Brasil.
Mudanças sucessivas nos algoritmos para privilegiar conteúdos também levaram à potencialização da disseminação de notícias falsas: o Facebook, por exemplo, implementou em 2018 algoritmos que reduzem a visibilidade das postagens de veículos de imprensa, ainda que o usuário siga estes. Isso significa que a postagem elaborada por um indivíduo, independente do conteúdo, tem mais alcance do que notícias reais. Muitos dos processos de manipulação de votos via fake news vieram à tona durante a Comissão Parlamentar Mista de Inquérito (CPMI) das Fake News, realizada pelo Congresso Nacional do Brasil nos anos seguintes após sua instauração em 2019.

### Apoio à ditadura militar, tortura e intervenção militar constitucional
No Brasil, intervenção militar constitucional é a hipótese, improcedente e sem fundamento jurídico, de que as Forças Armadas pudessem assumir provisoriamente o governo do país, supostamente para assegurar a manutenção "da lei e da ordem" em momentos de ruptura institucional, sem que isso constituisse um golpe militar. Proponentes alegam que uma intervenção seria respaldada pelo Art. 142 da Constituição de 1988, e a hipótese é frequentemente defendida por militantes políticos para defender, de forma supostamente legal, o fechamento ou "intervenção militar" sobre o Congresso Nacional e o Supremo Tribunal Federal (STF).

### Supremo Tribunal Federal como alvo
Em outubro de 2018, circulou nas redes sociais um vídeo de Eduardo Bolsonaro feito em 9 de julho do mesmo ano em um curso no município de Cascavel, no Paraná, para interessados em prestar concursos públicos. Durante a filmagem, que foi postada no YouTube, o deputado é questionado sobre como reagiria caso o Supremo Tribunal Federal (STF) indeferisse a candidatura de seu pai, Jair Bolsonaro. Eduardo afirmou no vídeo que o bastaria "um cabo e um soldado" se alguém "quiser fechar o STF". Em sua fala na íntegra, o parlamentar disse: "Mas se o STF quiser arguir qualquer coisa, sei lá – recebeu uma doação ilegal de cem reais do José da Silva… pô, impugna a ação dele… a candidatura dele. Eu não acho isso improvável, não. Mas aí vai ter que pagar para ver. Será que eles vão ter essa força mesmo? O pessoal até brinca lá, cara: 'se quiser fechar o STF, você sabe o que você faz? Você não manda nem um jipe. Manda um soldado e um cabo'. Não é querer desmerecer o soldado e o cabo, não. O que que é o STF, cara? Tira o poder da caneta de um ministro do STF, o que ele é na rua? Você acha que a população… Se você prender um ministro do STF, você acha que vai ter uma manifestação a favor dos ministros do STF?".
Em um vídeo gravado três dias depois, durante uma audiência pública sobre o voto impresso na Comissão de Ciência e Tecnologia da Câmara dos Deputados, em 12 de julho, Eduardo Bolsonaro voltou a questionar a autoridade do STF e mencionou uma "ruptura mais dolorosa". "Eu acredito que caso o próximo presidente venha a tomar medidas e aprovar projetos que sejam contrários ao gosto desse Supremo, eles vão declarar inconstitucional. E, aqui, a gente não vai se dobrar a eles não. Eu quero ver alguém reclamar quando estiver no momento de ruptura mais dolorosa do que colocar dez ministros a mais na suprema corte. Se este momento chegar, quero ver quem vai para rua fazer manifestação pelo STF, quem vai pra rua dizer 'ministro X, volte, estamos com saudades' (...) A gente brinca aqui que juiz acha que tem o rei na barriga e que o ministro da Suprema Corte tem certeza que tem o rei na barriga. Tem que mudar isso daí", afirmou o deputado federal. Em um artigo publicado no dia 19 de junho deste ano pelo jornal goiano Hora Extra, intitulado "Pensar fora da caixinha para derrubar a ditadura do STF", Eduardo Bolsonaro já havia atacado as decisões do STF e afirmado ser necessária uma "contrarrevolução" contra a principal instituição do Judiciário.
Em reação, os ministros do Supremo Dias Toffoli, Celso de Mello, Alexandre de Moraes e Gilmar Mendes criticaram fortemente as declarações do deputado federal. O ex-presidente Fernando Henrique Cardoso também usou as redes sociais para expressar seu repúdio. O Partido dos Trabalhadores (PT) e o Partido Socialismo e Liberdade (PSOL) pediram que a Procuradoria-Geral da República (PGR) investigasse a declaração do deputado. João Otávio de Noronha, o presidente do Superior Tribunal de Justiça (STJ), disse, no entanto, que houve "superdimensionamento" da declaração e que "não vê interesse de ameaça". Em sua defesa, Eduardo Bolsonaro disse que "nunca defendeu o fechamento do STF", que "pede desculpas" caso tenha "ofendido ou atingido alguém" e que respondeu "a uma hipótese esdrúxula, onde Jair Bolsonaro teria sua candidatura impugnada pelo STF sem qualquer fundamento". Jair Bolsonaro, por sua vez, disse que "quem falou em fechar o STF tem que consultar um psiquiatra". Posteriormente, declarou: "Eu também, em nome dele, peço desculpas ao Poder Judiciário. Não foi a intenção dele atacar quem quer que seja. E eu espero que, como todos nós podemos errar, que os nossos irmãos do Poder Judiciário deem por encerrada essa questão." Bolsonaro também enviou uma carta ao ministro Celso de Mello onde afirma que o Supremo "é o guardião da Constituição" e que "todos temos de prestigiar a Corte".

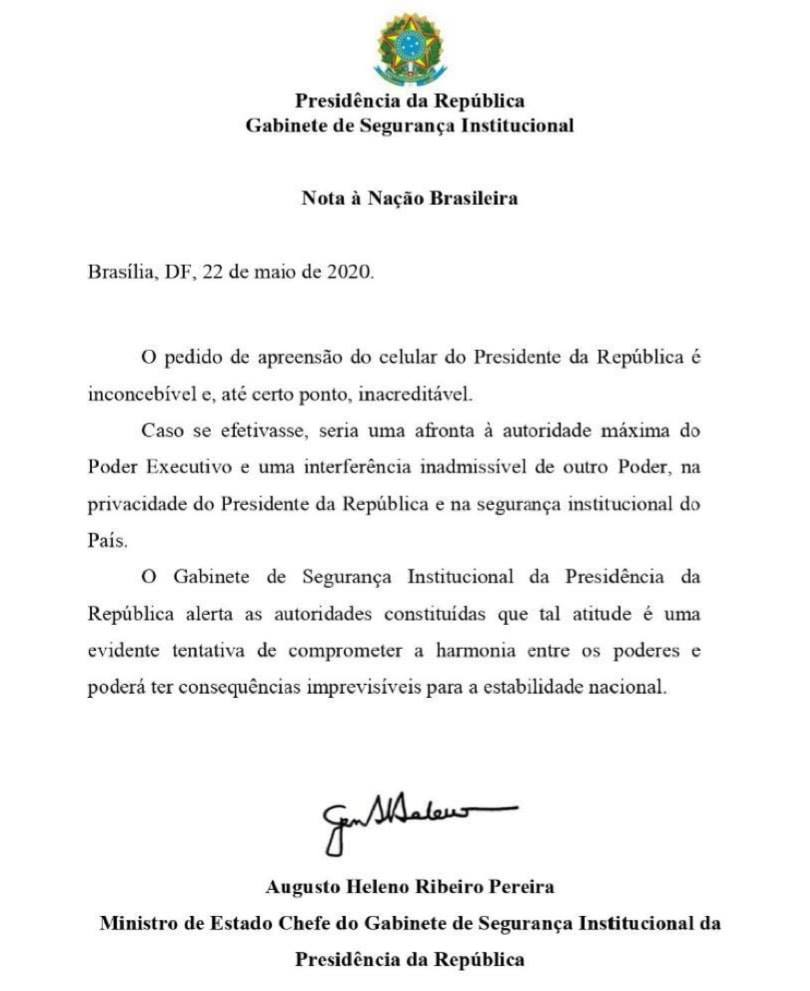
Nota à Nação Brasileira por Augusto Heleno

Uma matéria da revista Piauí de agosto de 2020, afirmou que durante uma das piores crises entre o executivo e o judiciário, o presidente se reuniu a portas fechadas com Walter Braga Netto, Luiz Eduardo Ramos e Augusto Heleno. A reunião, que teria acontecido no dia 22 de maio de 2020, teve como estopim o fato do ministro Celso de Mello consultar a Procuradoria-Geral da República para saber se deveria ou não mandar apreender o celular do presidente e do seu filho, o então vereador Carlos Bolsonaro. Bolsonaro queria mandar tropas do exército para o Supremo Tribunal Federal porque os ministros, na sua opinião, estavam passando dos limites em suas decisões e diminuindo sua autoridade. Ao chegar no Supremo Tribunal Federal, a ideia era que os militares destituiriam os atuais onze ministros e os substitutos, militares ou civis, seriam então nomeados por Bolsonaro, ficando no cargo "até que aquilo esteja em ordem", segundo as palavras do presidente. Na tentativa de acalmar os ânimos do presidente da República, o ministro-chefe do Gabinete de Segurança Institucional Augusto Heleno, que também é general da reserva do Exército Brasileiro, escreveu no mesmo dia em seu Twitter uma nota na qual citava os acontecimentos e fazia ameaças veladas ao Supremo Tribunal Federal. A nota gerou grande repercussão e diversas críticas tanto por parte da sociedade civil como de entidades e congressistas.
Em 30 de maio de 2020, uma milícia pró-Bolsonaro intitulada "300 do Brasil", comandado por Sara Winter e formado por, pelo menos, 30 pessoas, marchou em direção ao Supremo Tribunal Federal carregando tochas e fogos de artifícios com ameaças. As imagens repercutiram nas redes sociais com várias associações a movimentos neonazistas e a KKK, além de comparações com a marcha neonazista de 2017 em Charlottesville, nos Estados Unidos e a de 2020 em Quieve, na Ucrânia. Mais tarde, essa mesma milícia tentou invadir o Congresso Nacional em 13 de junho de 2020, mas sua líder mais cinco outros de integrantes foram presos por formação de organização criminosa em 15 de junho de 2020; todos também alvos do Inquérito das Fake News.
Em 31 de maio de 2020, em meio ao acirramento das relações entre o governo e o Supremo Tribunal Federal (STF), alguns manifestantes carregaram faixas com os dizeres "abaixo à ditadura do STF" e "intervenção militar". Havia ainda uma bandeira que pede "intervenção no STF". Em transmissão ao vivo desde suas redes sociais, o presidente sobrevoou o local de helicóptero e acenou para os manifestantes. Depois que a aeronave pousou, Bolsonaro, sem usar máscara, percorreu o cercado onde se aglomeravam os manifestantes, contrariando as orientações de autoridades sanitárias para manter distanciamento social por causa do novo coronavírus. O mandatário também pegou uma criança no colo. Imagens transmitidas pela CNN Brasil mostraram que o presidente ainda andou a cavalo durante a manifestação. Bolsonaro ficou por cerca de 25 minutos no local e dirigiu-se ao Palácio da Planalto, antes de retornar ao Palácio da Alvorada. A manifestação foi convocada por redes sociais e a concentração começou por volta das 10h. O presidente chegou ao local por volta das 12h.

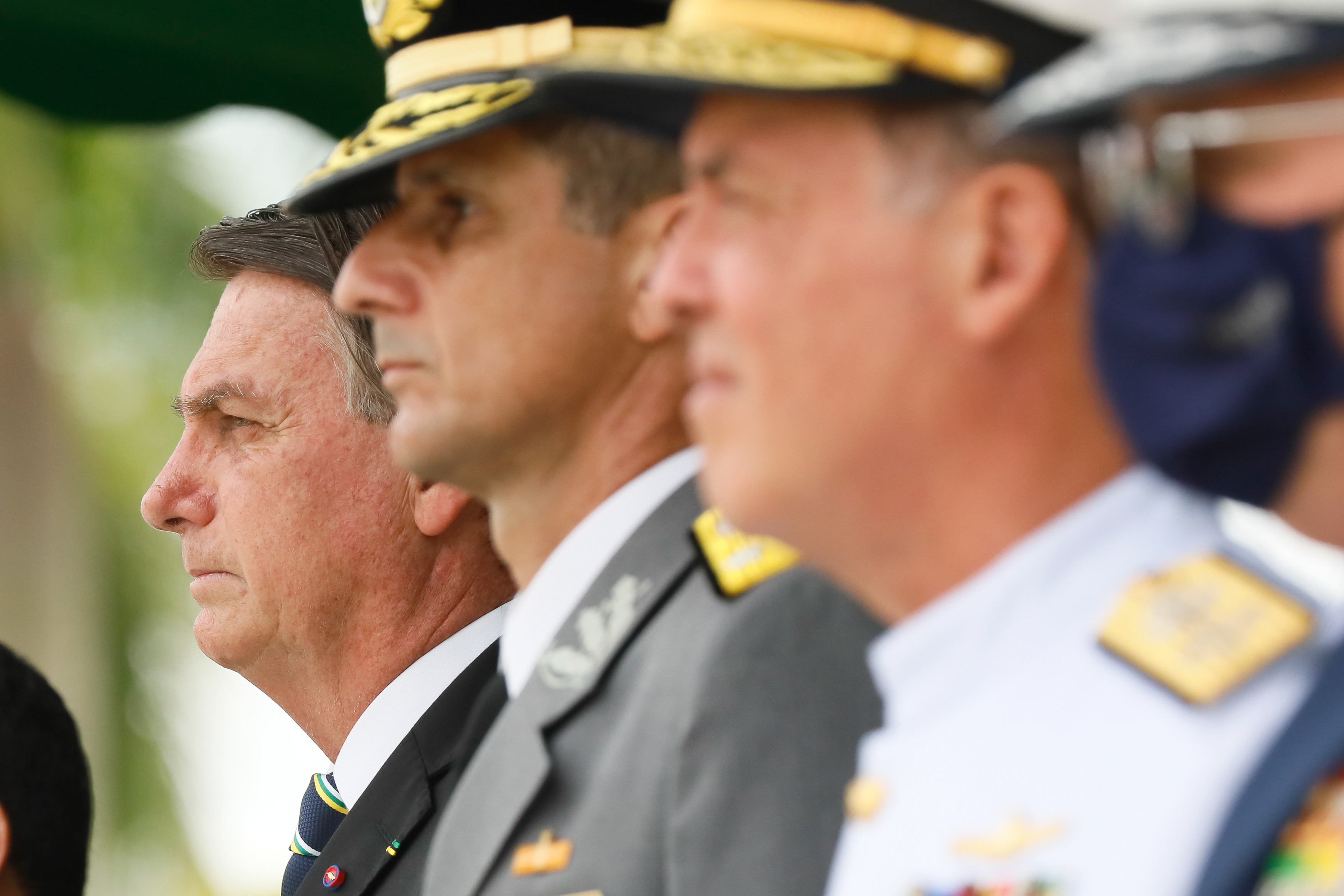
O presidente Jair Bolsonaro e autoridades militares, em dezembro de 2020

Em março de 2021, a pandemia de COVID-19 no Brasil se agravou, a popularidade de Bolsonaro caiu e aumentou a rejeição de Bolsonaro no que diz respeito à sua gestão do combate à pandemia. No mesmo mês, o presidente questionou junto ao STF normas de restrição de atividades decretadas por governadores, sob o argumento de que caracterizavam medidas de exceção, como Estado de Defesa e Estado de Sítio, que só podiam ser decretadas por ele. A ação foi rejeitada pela mais alta corte. Ao observar a ação proposta, o professor de direito Wallace Corbo opinou: "Com essa ação no STF o que ele tenta fazer é, por um lado afastar a responsabilidade dele pelo estado de crise e, por outro, legitimar a atuação dele caso queira no futuro decretar um estado de sítio para conter críticas e conter a oposição." De acordo com informações relatadas por militares, Bolsonaro propôs ao ministro Fernando Azevedo e Silva que as Forças Armadas pressionassem o Congresso para que o Estado de Defesa fosse aprovado, uma ideia que Azevedo e Silva rejeitou. Bolsonaro negou a Luiz Fux, presidente do STF, que tivesse a intenção de decretar Estado de Sítio. No entanto, no mesmo período, o gabinete do presidente Bolsonaro enviou ofício a diversos órgãos da administração pública para que analisassem uma representação que sugeria a decretação de Estado de Defesa e a intervenção federal em governos estaduais, supostamente para apurar desvios de recursos públicos. O envio do documento foi considerado "apenas uma praxe" por auxiliares da Presidência. Em 29 de março, Bolsonaro demitiu Azevedo e Silva do cargo de ministro da Defesa, substituindo-o pelo general Walter Braga Netto, ministro-chefe da Casa Civil. Após ser demitido pelo presidente, o ministro da Defesa Fernando Azevedo e Silva declarou ter preservado as Forças Armadas como "instituições de Estado." No dia seguinte, os comandantes Edson Pujol (Exército), Ilques Barbosa (Marinha) e Antonio Carlos Moretti Bermudez (Aeronáutica) resignaram, em um ato inédito na Nova República. A renúncia coletiva dos comandantes buscou demonstrar a contrariedade a qualquer interferência política dos militares. No entanto, a crise gerou preocupações relacionadas à politização das Forças Armadas e à possibilidade de o presidente Bolsonaro planejar um autogolpe. A renúncia das mais altas autoridades militares brasileiras como resposta às tentativas do presidente Jair Bolsonaro de politizar as Forças Armadas num contexto de nomeações sem precedentes de militares para funções de caráter civil em busca de apoio dos militares, inclusive por meio de manifestações públicas favoráveis às políticas de seu governo e contrárias às medidas adotadas pelos governadores para o enfrentamento da pandemia de COVID-19, além da defesa da decretação do Estado de Defesa, como forma de aumentar seus poderes.
Em um discurso dia 28 de agosto de 2021, o Jair Bolsonaro falou que só tem "três alternativas para o [seu] futuro: estar preso, ser morto ou a vitória". Em alguns discursos e convites para as manifestações do dia 7 de setembro, manifestantes prometeram "expulsar a China do território nacional" e "tomar o Supremo Tribunal Federal". Após discursos, e diversas prisões para evitar ameaças à democracia, o Supremo Tribunal Federal (STF) ordenou reforço na segurança da sede no dia da manifestação.
Na noite de 6 de setembro de 2021, um pequeno grupo de manifestantes pró-Bolsonaro tentaram invadir a área bloqueada pela Polícia Militar na Praça dos Três Poderes em Brasília. As forças de segurança reagiram e os dispersaram com bombas de gás lacrimogêneo e spray de pimenta. O deputado federal Eduardo Bolsonaro foi flagrado neste dia junto a tentativa de invasão. Alguns bolsonaristas acampados na praça dos Três Poderes em Brasília tentaram invadir a sede do Ministério da Saúde na manhã de 8 de setembro. Jornalistas foram hostilizados com xingamentos e empurrões. Eles tentaram se proteger na sede do ministério. Horas depois, pelo menos 8 estados tiveram estradas parcialmente bloqueadas por conta de caminhoneiros autônomos que protestam em apoio a Jair Bolsonaro e contra o Supremo Tribunal Federal.

## Atos e evidências

### Operações Luneta e Pacificação Nacional
Em mídia removível apreendida com o militar Hélio Ferreira Lima, a Polícia Federal encontrou dois planos golpistas, a Operação Luneta e a Operação Pacificação Nacional. O primeiro planilhou fatores políticos, militares e produtivos de planejamento contra um cenário de ameaça com imposição de condições favoráveis a ideologias de esquerda. Contra tal cenário imaginado, a principal ação planejada foi a prisão de ministros da corte suprema brasileira que fossem considerados "geradores de instabilidade" a fim de neutralizar a capacidade do tribunal. O planejamento está balizado em torno do resultado da eleição presidencial de 2022, ou seja, planejamento de ruptura institucional contra resultado eleitoral indesejado.
Já o segundo especificou um faseamento das ações para o período de dezembro de 2021 a agosto de 2023, abrangendo o ano eleitoral de 2022. Com sete linhas de ação, as fases planejadas de atuação foram de modelação do ambiente, de restabelecimento legal, de manutenção da lei e ordem, de normalização e de reversão.

### Minuta do golpe
Ficou conhecida como Minuta do golpe a minuta (esboço) de decreto encontrado pela Polícia Federal na residência de Anderson Torres durante uma ação de busca e apreensão, documento no qual estava expresso o plano de instauração de um estado de defesa que anulasse o resultado das eleições. O documento buscava atribuir ao Tribunal Superior Eleitoral uma série de acusações, como abuso de poder e suspeição. A Minuta do golpe foi mencionada pelos diálogos interceptados pela Polícia Federal, que prendeu quatro suspeitos de integrar a chamada "Abin paralela" em 11 de julho de 2024. Os diálogos indicam que policiais federais da "Abin paralela" conheciam a existência do decreto.
A revelação da minuta causou ampla repercussão na política, na sociedade e no judiciário brasileiro, com diversos juristas debatendo a ilegalidade inerente à existência e posse de tal documento, independentemente de sua utilização ou sucesso. O senador Randolfe Rodrigues pediu, em sequência, a instauração de um inquérito no STF sobre a "a tentativa de golpe de Estado". Logo após a repercussão midiática sobre a minuta, Torres afirmou em suas redes sociais que "muito provavelmente" tratava-se de um documento que estava destinado à ser descartado e triturado pelo Ministério da Justiça e Segurança Pública. Segundo ele, a minuta foi tomada sem seu conhecimento e utilizado fora de contexto, alimentando "narrativas falaciosas contra mim". Os advogados de Anderson Torres, por outro lado, propuseram uma versão segundo a qual a minuta teria sido entregue ao ex-ministro por um "popular". A narrativa é contestada pelas evidências de conhecimento interno contidas no documento.
A defesa de Jair Bolsonaro pediu a exclusão do documento do processo acerca da tentativa de descrédito do sistema eleitoral por parte do ex-presidente, que corre paralelamente, surgindo a partir de um discurso contra o TSE proferido numa reunião com embaixadores internacionais em 2022. O pedido foi negado, mantendo o documento como parte do processo. No dia 30 de junho de 2023, o Tribunal Superior Eleitoral formou maioria para declarar Jair Bolsonaro inelegível até 2030 por abuso de poder político e uso indevido dos meios de comunicação durante esta reunião.
A PF conduziu diversas perícias e investigações acerca do documento, buscando, entre outras coisas, rastrear sua circulação entre autoridades do Estado. Segundo informações já recolhidas pelos investigadores, a minuta chegou às mãos de assessores do ex-presidente, como também de conhecimento de membros de comitê de reeleição. Uma análise das diversas digitais encontradas no papel do documento foi conduzida pela polícia federal, além disso, buscou-se rastrear a impressora que originou o documento através de técnicas de documentoscopia, a perícia busca averiguar especialmente se a minuta teve origem em um orgão público, dado que a técnica forense em uso só é efetiva no rastreamente de impressoras de médio ou grande porte, sendo pouco precisa no caso de impressoras domésticas.
Em seu depoimento para a Polícia Federal em 2 de fevereiro de 2023, Anderson Torres tentou descreditar o valor da minuta do golpe encontrada em sua residência, caracterizando-a como documento "sem viabilidade jurídica", descartável, segundo o próprio. Afirmou ainda que não havia sido ele a colocar o esboço de decreto numa pasta na estante, acreditando ter sido sua funcionária doméstica durante a limpeza da casa. Torres reafirmou a narrativa de que não havia elaborado o documento, e que desconhecia o autor.
Sobre a acusação de negligência, ou cumplicidade, com as manifestações golpistas que culminaram na invasão da praça dos três poderes, em 8 de janeiro, Torres afirmou ter cumprido todas as medidas de verificação e segurança necessárias, tendo se pautado por relatórios que não previam a existência de ações radicais pelos bolsonaristas. Em razão da sua percepção de realização dos deveres atribuidos, julgou ser cabível prosseguir com a viagem junto com sua família para os Estados Unidos da América, onde permaneceu na mesma cidade que Jair Bolsonaro, com quem não havia combinado o destino, não tido nenhum encontro, segundo diz. Sobre o paradeiro do seu telefone, Torres afirmou tê-lo desligado após a decretação de sua prisão, em razão do número de ligações que recebeu, perdendo-o logo em seguida. Em suma, disse não saber onde está, mas que não havia deixado nos Estados Unidos. Dispôs-se, por outro lado, à informar a senha de sua conta na nuvem.
Áudios de 15 de dezembro de 2022, do ex-major e candidato ao PL, Ailton Gomes, registram a orientação de pressionar o então comandante do Exército Freire Gomes à fazer "(...) o que tem que fazer”, determinando para o dia seguinte o prazo de um pronunciamento do mesmo em apoio ao golpe, caso contrário, acrescentava, o pronunciamente deveria partir de Jair Bolsonaro.
Em delação premiada homologada pelo ministro Alexandre de Moraes, Mauro Cid afirmou que Jair Bolsonaro se reuniu com os comandantes das três forças armadas para verificar a possibilidade de realizar um golpe de estado, cuja minuta teria sido preparada por seus assessores, com a finalidade de impedir a troca de governo. A minuta teria sido entregue pelas mãos de Filipe Martins, assessor para assuntos internacionais. O conteúdo previa a prisão de opositores políticos e do ministro Alexandre de Moraes.
O plano teria sido aceito pelo representante da Marinha, o Almirante Almir Garnier Santos. Porém, o General Freire Gomes, do Exército, teria se negado a participar, o que levou à desistência por possuir maior efetivo. A defesa do ex-presidente disse que as declarações são caluniosas.
Além dos militares, Cid teria dito que Bolsonaro recebia, em reuniões no planalto, pessoas diversas, com planos golpistas que envolviam, dentre outras coisas, utilizar de uma interpretação errônea do artigo 142 da Constituição Federal para incumbir as forças armadas de exercer o poder moderador. Alertado sobre os riscos, o então presidente teria assumido o semblante de tristeza que marcou sua primeira aparição pública após o fim das eleições.
A denúncia da PGR, divulgada na noite do dia 18 de fevereiro de 2025, revelou que o ex-ajudante de ordens, Mauro Cid, disse em delação premiada à PF que viu o ex-presidente editando a Minuta do golpe.

### Reunião ministerial de 5 de julho de 2022

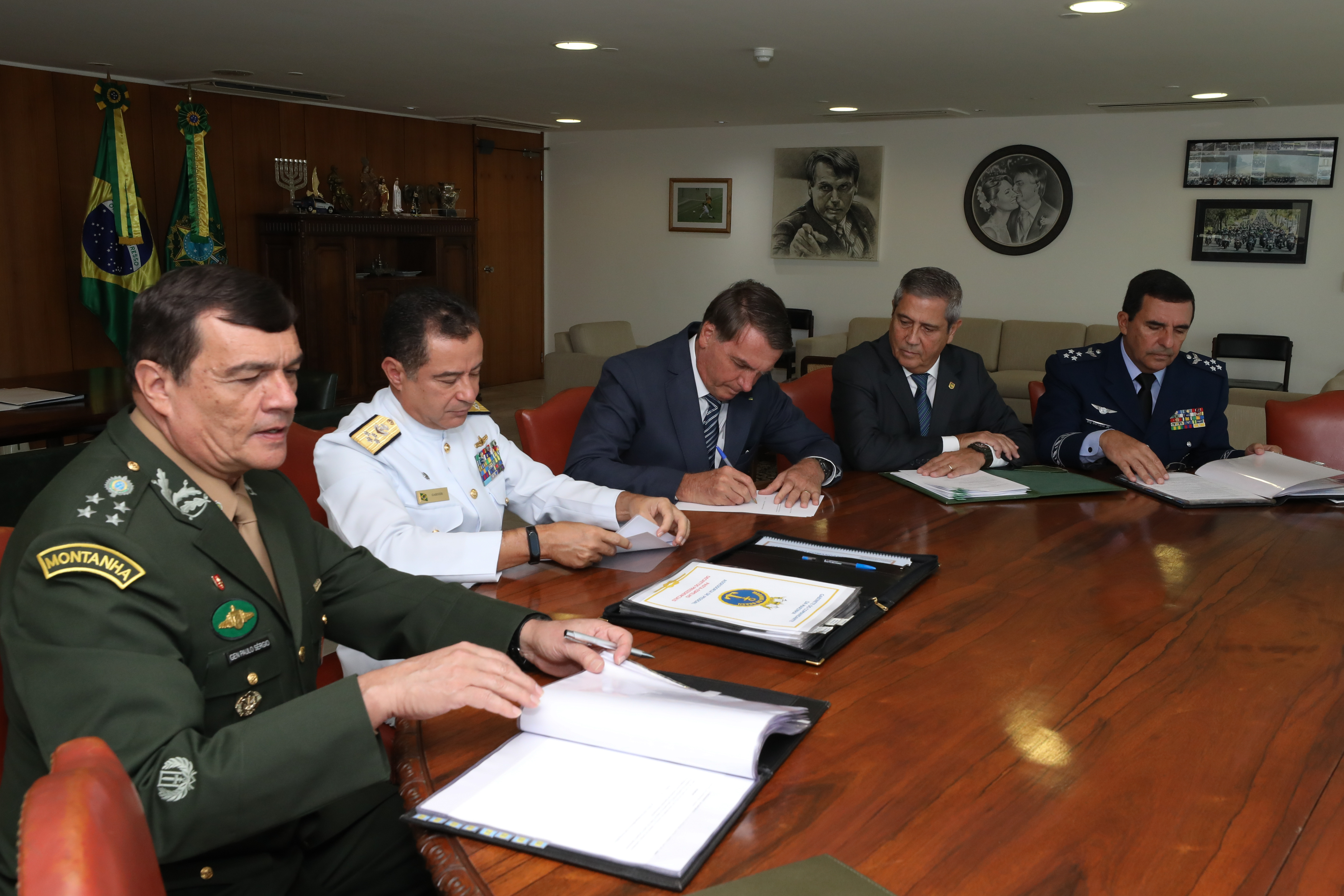
Alguns dos alvos da Operação Tempus Veritatis

Em 8 de fevereiro de 2024, a Polícia Federal cumpriu trinta e três mandados de busca e apreensão e quatro mandados de prisão preventiva na Operação Tempus Veritatis ("hora da verdade", em latim). Foram presos o ex-assessor especial de Bolsonaro, Filipe G. Martins, o coronel da reserva Marcelo Câmara e o major Rafael Martins. Os alvos das medidas de busca e apreensão incluíram o presidente do Partido Liberal (PL) Valdemar Costa Neto, os generais Walter Braga Netto, Augusto Heleno e Paulo Sérgio Nogueira, o almirante Almir Garnier Santos, o ex-ministro Anderson Torres e o próprio Bolsonaro, que teve seu passaporte apreendido.
No dia seguinte, 9 de fevereiro de 2024, veio a público uma reunião realizada em 5 de julho de 2022 onde o então presidente Jair Bolsonaro foi gravado instruindo ministros sobre a necessidade de agir antes das eleições para evitar uma possível "guerrilha" no Brasil. O vídeo, encontrado no computador de Mauro Cid foi divulgado pela jornalista Bela Megale do jornal O Globo. Bolsonaro teria ordenado a disseminação de informações fraudulentas para tentar reverter a situação na disputa eleitoral, alegando supostas fraudes eleitorais que nunca foram comprovadas. A reunião também contou com a participação de outros ministros, incluindo o então ministro da Defesa, que teria afirmado que o Tribunal Superior Eleitoral (TSE) era um "inimigo" do grupo bolsonarista. A gravação é parte de um inquérito que investiga uma tentativa de golpe de Estado envolvendo militares e ex-ministros.
Durante uma reunião, o então ministro do Gabinete de Segurança Institucional (GSI), general Augusto Heleno, expressou a intenção de infiltrar agentes da Agência Brasileira de Inteligência (ABIN) nas campanhas eleitorais tanto de Jair Bolsonaro quanto de seu principal adversário, Luiz Inácio Lula da Silva. O general mencionou a importância de agir antes das eleições para evitar possíveis reviravoltas, utilizando termos como "virar a mesa" e destacando a necessidade de ação decisiva antes do pleito. O presidente Bolsonaro interrompeu Heleno ao expressar preocupação com vazamentos e sugeriu que tal assunto fosse tratado em reunião privada.
Em 21 de novembro de 2024, a Polícia Federal indiciou mais de trinta suspeitos por tentativa de abolição violenta do estado democrático de direito, tentativa de golpe de estado e organização criminosa, incluindo Jair Bolsonaro, Braga Netto, Mauro Cid, Augusto Heleno, Paulo Sérgio Nogueira, Filipe G. Martins, Valdemar Costa Neto, Almir Garnier Santos, Marcelo Câmara, Rafael Martins, o ex-ministro da Saúde Eduardo Pazuello, o ex-diretor da ABIN Alexandre Ramagem, o ex-ministro da Justiça Anderson Torres, entre outros agentes públicos militares e civis.

### Acampamentos diante de quartéis e bloqueios viários

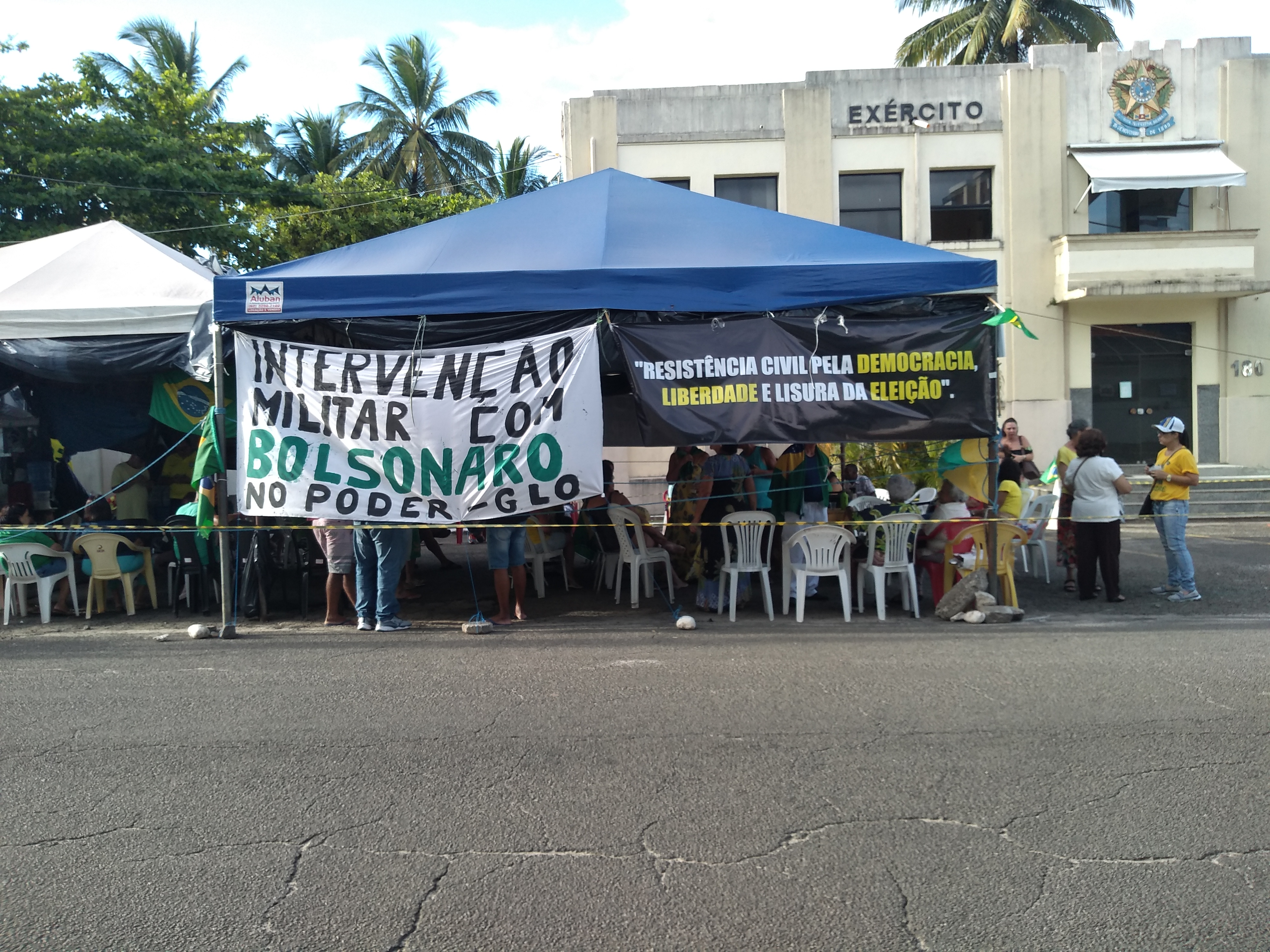
Bolsonaristas em acampamentos em frente a Base de Apoio Regional do Exército do Brasil em Ilhéus em dezembro de 2022

As manifestações golpistas no Brasil após as eleições de 2022 constituíram uma série de protestos, bloqueios em rodovias e atos terroristas que começaram logo após a finalização da eleição presidencial, em 30 de outubro. Eles foram organizados e financiados por grupos de extrema-direita formados por pessoas que não reconheceram a vitória de Luiz Inácio Lula da Silva no processo eleitoral e que pediam por um golpe militar para impedir a sua posse como Presidente do Brasil.
Os protestos tinham em comum a reivindicação de que ocorresse o que os manifestantes chamavam de "intervenção militar constitucional", um conceito jurídico inexistente que provém da interpretação errada do artigo 142 da Constituição brasileira de 1988. Apoiadores do candidato derrotado Jair Bolsonaro, especialmente caminhoneiros, montaram bloqueios de estradas em pelo menos 23 estados brasileiros e no Distrito Federal, que começaram a registrar as primeiras barreiras rodoviárias em 1.º de novembro. Militantes bolsonaristas também se aglomeraram ao redor de quartéis do Exército Brasileiro.

### Plano Punhal Verde e Amarelo
Em 19 de novembro de 2024, a Polícia Federal deflagrou a operação Contragolpe, investigando um plano chamado "Punhal Verde e Amarelo", elaborado em 2022 para impedir a posse de Luiz Inácio Lula da Silva e Geraldo Alckmin, presidente e vice eleitos. O plano incluía o assassinato de Lula, de Alckmin e do ministro do Supremo Tribunal Federal Alexandre de Moraes, à época presidente do Tribunal Superior Eleitoral. Foram presos cinco suspeitos, incluindo quatro militares das forças especiais do Exército — conhecidos como "kids pretos" — e um policial federal. Entre os militares, destacava-se o general da reserva Mario Fernandes, ex-integrante do governo Bolsonaro e assessor parlamentar do deputado Eduardo Pazuello, ex-ministro da Saúde. A operação também envolveu buscas e apreensões, suspensão de funções públicas dos envolvidos e outras medidas cautelares.
A investigação apontou que o plano contava com táticas militares detalhadas, como monitoramento clandestino e uso ilícito de recursos públicos. Segundo a investigação, o plano "Punhal Verde e Amarelo" começou a ser planejado no dia 12 de novembro de 2022, na casa de Walter Braga Netto, na época candidato derrotado à vice-presidência na chapa encabeçada por Jair Bolsonaro. Provas foram recuperadas de dispositivos eletrônicos do coronel Mauro Cid, ex-ajudante de ordens de Jair Bolsonaro. A operação é parte de um inquérito maior sobre atos antidemocráticos ligados às eleições de 2022 e aos ataques de 8 de janeiro de 2023, incluindo violações ao Estado Democrático de Direito e desvios de bens públicos.
Em interrogatório no dia 24 de julho de 2025, já na fase de produção de provas na ação penal, Mario Fernandes admitiu ter elaborado o plano.

### Operação 142
A Operação 142 foi um plano de ação elaborado entre novembro e dezembro de 2022 para interromper o processo de transição presidencial, impedir a posse de Lula da Silva como presidente do Brasil em 2023, anular as eleições de 2022 e atos do STF, preparar nova votação, substituir todos os integrantes da suprema corte. O documento do planejamento da operação foi encontrado pela Polícia Federal na sede do Partido Liberal (PL), na mesa de um assessor de Braga Netto. O nome do plano golpista refere-se à tese da intervenção militar constitucional, que interpreta erroneamente o artigo 142 da Constituição brasileira de 1988 como uma concessão de um "poder moderador" às Forças Armadas do Brasil.

### Tentativa de desordem com invasão da sede da Polícia Federal
"Um deles virou e falou: 'Sai da frente se não a gente vai matar' e eu corri. No que eu corri, falaram: 'Não corre, não', e três homens vieram atrás de mim. Nesse momento, não tinha bombas de efeito moral ou gás lacrimogênio. Eles estavam quebrando os carros por quebrar. Não tinha adesivo no carro ou manifestação política"

— Publicitário Jonathas Gomes a narrar a violência sofrida por parte de vândalos bolsonaristas
Após a tentativa de invasão, a Diretoria da PF empregou agentes do Comando de Operações Táticas determinando sua mobilização. Uma equipe do COT levantou os escudos e dispersou os manifestantes com bomba de efeito moral e balas de borracha, outra unidade do COT protegia o hotel do recém presidente eleito, Lula da Silva.
Com os protestos, o Cacique Tserere pediu para que manifestantes parassem com os atos através de um vídeo que circulava nas redes sociais. Um helicóptero da Coordenação de Aviação Operacional chegou a pousar no mesmo hotel em que Lula estava hospedado, mas a assessoria do presidente eleito, assim como o Partido dos Trabalhadores (PT), negaram que ele deixaria o local mesmo com os atos ocorrendo nas proximidades.
A Secretaria de Segurança Pública do DF afirmou que precisou restringir o trânsito na Esplanada dos Ministérios, na Praça dos Três Poderes e em outras vias da região central. O secretário de Segurança, Júlio Danilo Souza Ferreira, afirmou que os participantes dos atos de vandalismo serão responsabilizados: "A partir de agora, temos imagens, filmagens, temos como identificar". No entanto, não houve prisões até o início dos protestos. O governador Ibaneis Rocha (MDB) determinou que as forças de segurança prendam quem estiver presente nos atos. O senador eleito e futuro Ministro de Justiça e Segurança Pública, Flávio Dino (PSB-MA), disse que "todos que infringirem a lei serão responsabilizados". De acordo com o Corpo de Bombeiros do Distrito Federal, três carros e cinco ônibus foram incendiados.
Um dia após os ataques, alguns Bolsonaristas chegaram a acusar, sem provas, integrantes de movimentos de esquerda de se infiltrarem nos atos de vandalismo pelas redes sociais. Tal tese chegou a ser endossada por alguns apoiadores do governo atual, entre eles o Ministro da Casa Civil, Ciro Nogueira (PP-PI), que afirmou que pessoas ligadas ao movimento Black Blocs teriam realizado as manifestações. Durante a exibição do programa Os Pingos nos Is, exibido pela TV Jovem Pan News, em pool com a Rádio Jovem Pan, os apresentadores Fernão Lara Mesquita, José Maria Trindade e Paulo Figueiredo Filho chegaram a discutir e sugerir a mesma tese de infiltração por membros da extrema-direita. Porém, antes mesmo desses ataques se sucederem, integrantes dessas manifestações já compartilhavam premeditadamente advertências para uma suposta "armadilha da esquerda", a qual levaria os manifestantes a invadir prédios públicos e causar confusão.

### Intentona Bolsonarista

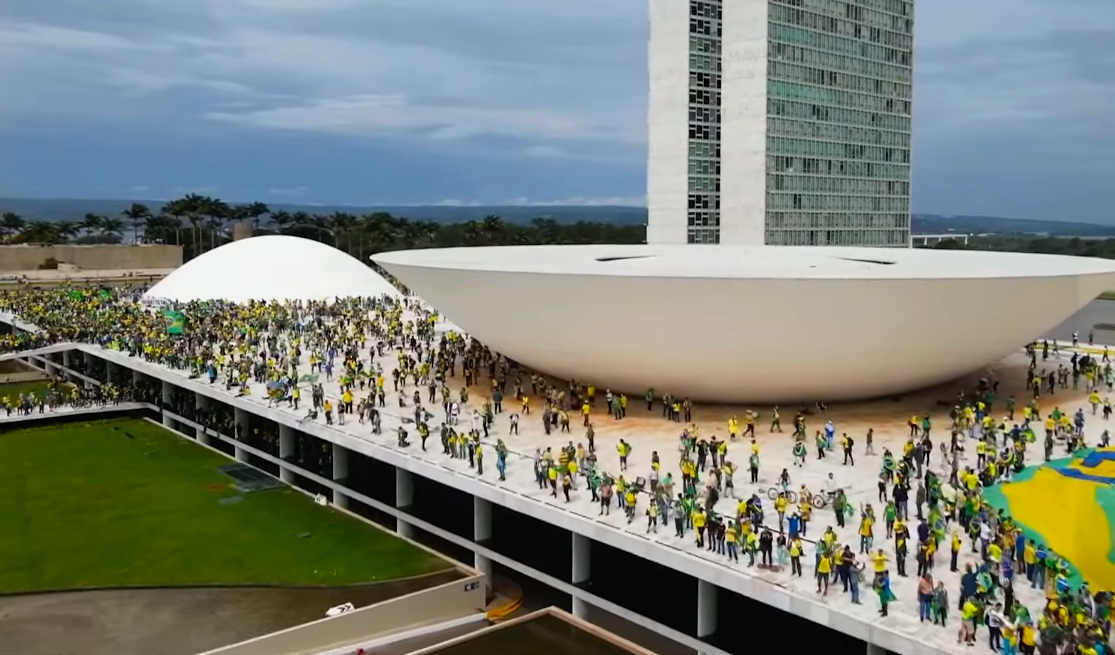
Extremistas bolsonaristas subindo a rampa do Palácio do Congresso Nacional durante os ataques de 8 de janeiro em Brasília

Os ataques de 8 de janeiro de 2023 ou atos golpistas de 8 de janeiro de 2023, também chamados de Intentona Bolsonarista ou simplesmente de 8 de Janeiro, foram uma série de vandalismos, invasões e depredações do patrimônio público em Brasília cometidos por uma multidão de bolsonaristas extremistas que invadiu edifícios do governo federal com o objetivo de instigar um golpe militar contra o governo eleito de Luiz Inácio Lula da Silva para restabelecer Jair Bolsonaro como presidente do Brasil.
Por volta das 13 horas, no horário de Brasília, cerca de 4 mil bolsonaristas radicais saíram do Quartel-General do Exército e marcharam em direção à Praça dos Três Poderes, entrando em conflito com a Polícia Militar do Distrito Federal (PMDF) na Esplanada dos Ministérios. Antes das 15 horas, a multidão rompeu a barreira de segurança estabelecida por forças da ordem e ocupou a rampa e a laje de cobertura do Palácio do Congresso Nacional, enquanto parte do grupo conseguiu invadir e vandalizar o Congresso, o Palácio do Planalto e o Palácio do Supremo Tribunal Federal. Lula e Bolsonaro não estavam em Brasília no momento das invasões. O Supremo Tribunal Federal (STF) considerou que os acontecimentos foram atos de terrorismo.
Cerca de 400 pessoas foram detidas no dia das invasões e outras 1,2 mil foram detidas no acampamento de manifestantes em frente ao QG do Exército no dia seguinte às depredações. Até março de 2023, 2 182 pessoas haviam sido presas por participarem ou terem envolvimento nos ataques. Logo após os eventos, o governador Ibaneis Rocha exonerou o secretário de segurança pública do Distrito Federal e ex-ministro da Justiça do governo Bolsonaro, Anderson Torres, que estava em Orlando, nos Estados Unidos, no dia das invasões. Após os ataques, o presidente Lula assinou um decreto autorizando uma intervenção federal no Distrito Federal, que durou até o dia 31 de janeiro. Posteriormente, o ministro do STF, Alexandre de Moraes, determinou o afastamento de Ibaneis pelo prazo inicial de 90 dias, decisão revogada em 15 de março.

## Envolvidos

### Anderson Torres

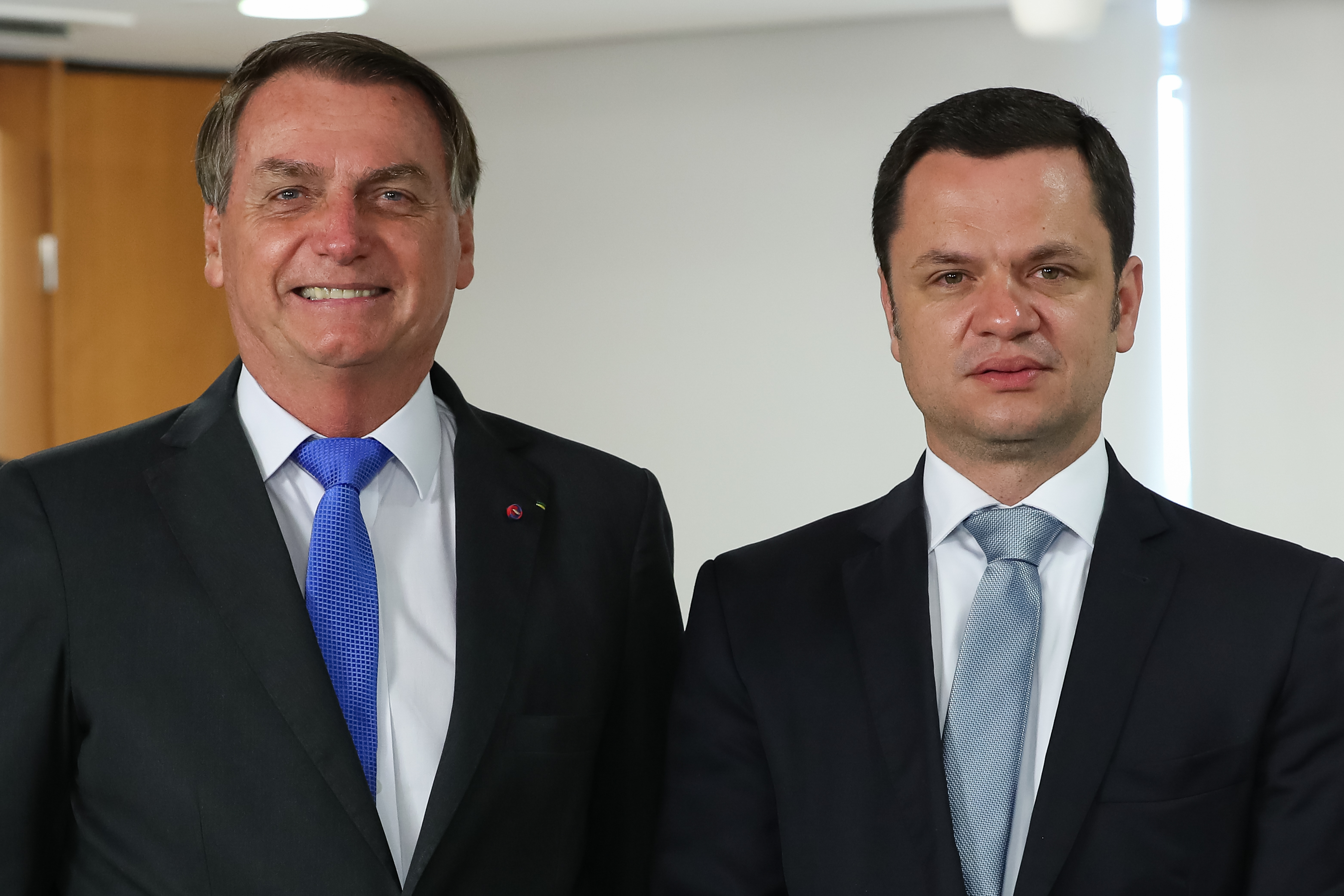
Jair Bolsonaro e Anderson Torres

No dia 8 de janeiro de 2023, seis dias após Torres assumir o cargo de secretário de Segurança Pública do Distrito Federal, militantes bolsonaristas invadiram a Praça dos Três Poderes e depredaram o Palácio do Planalto, o Congresso Nacional e o Supremo Tribunal Federal. Torres se encontrava então nos Estados Unidos. Em sua conta no Twitter, condenou os ataques.
O ex-Ministro da Justiça Anderson Torres foi detido em razão dos indícios de conivência com as manifestações.

### Mauro Cid

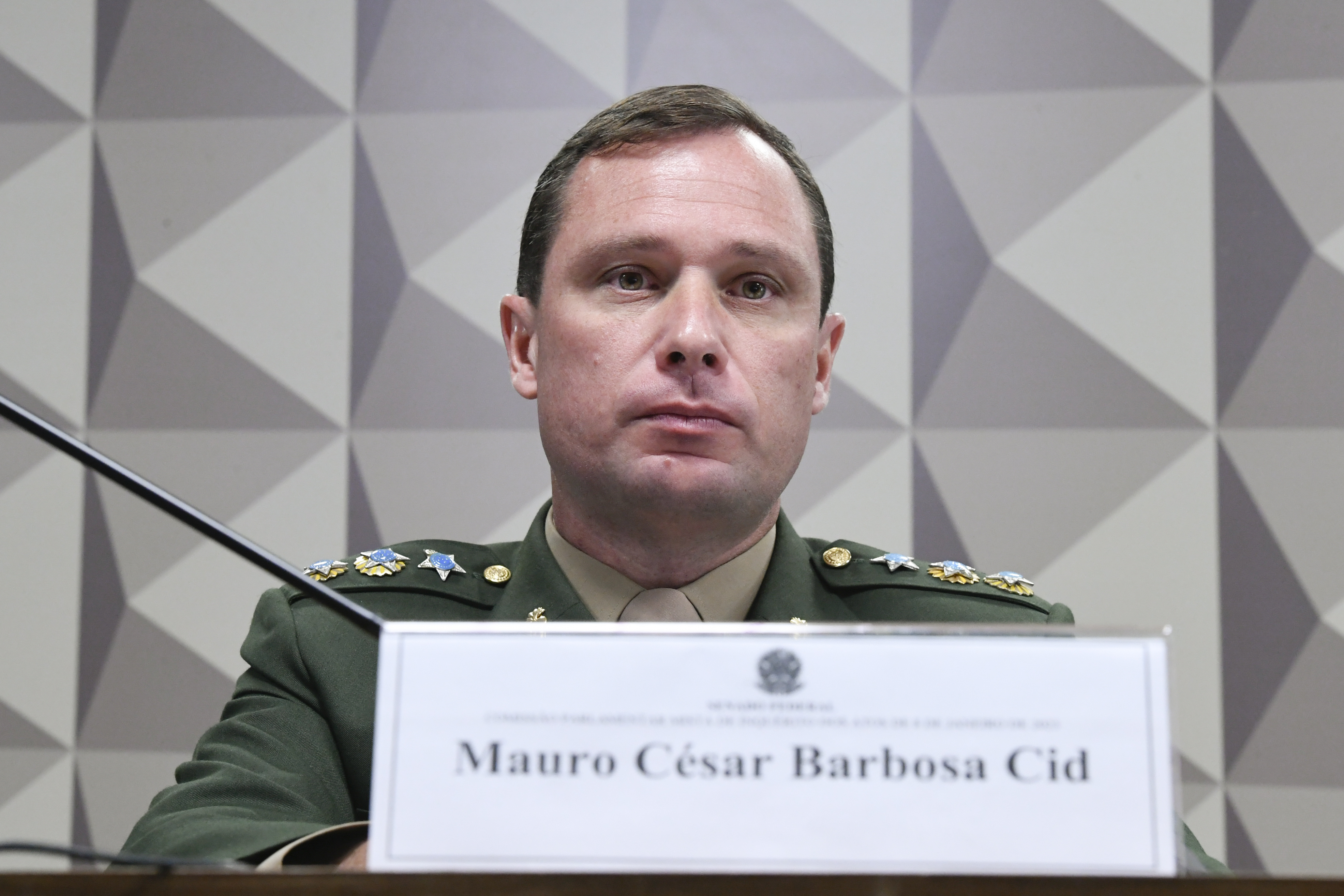
Mauro Cid durante o seu depoimento perante a CPMI do Golpe

Mauro Cesar Barbosa Cid, conhecido como Coronel Cid, ajudante de ordens do ex-presidente Jair Bolsonaro, foi preso preventivamente no âmbito da Operação Venire, por colaborar com a falsificação dados de vacinação do COVID-19 no sistema do Ministério da Saúde. A apreensão de materiais na casa de Mauro Cid acelerou também a investigação de sua participação nas articulações do golpe de Estado, que revelou sua colaboração com o ex-major Ailton Gomes no planejamento e recrutamento de militares e civis para a causa golpista.

### Ailton Gomes
Advogado, ex-major do Exército Brasileiro, candidato ao cargo de deputado estadual pelo Rio de Janeiro em 2022, pelo Partido Liberal, preso no âmbito da Operação Venire, Ailton Gomes se proclamava o “01 do Bolsonaro”. Foi apontado como um dos articuladores da tentativa de golpe de Estado após a investigação do conteúdo no telefone de Mauro Cid pela Polícia Federal. Gomes ficou responsável por "incitar grupos de manifestantes para aderirem a pautas antidemocráticas", segundo o texto da instituição. O relatório da polícia aponta também sua proximidade junto às lideranças dos manifestações de 7 de setembro de 2021.

### Elcio Franco
Coronel, ex-assessor da Casa Civil e antigo número dois do Ministério da Saúde, foi acusado de participar do esquema criminoso de falsificação de registros de vacina investigado pela Polícia Federal, que também revelou sua articulação com o tenente-coronel Mauro Cid no planejamento de um golpe de Estado, em mensagens de áudio onde Franco sugeria a mobilização de 1 500 homens das Forças Armadas do Brasil para a deflagração do golpe.
Mauro Cid e Elcio Franco trocaram informações nominais sobre unidades militares e comandantes dos quais poderiam se valer. Especularam, além disso, a possibilidade de utilizar o Batalhão de Operações Especiais do Exército para assassinar o então comandante Freire Gomes caso o mesmo se mostrasse indisposto a apoiar a movimentação golpista.

## Linha do tempo

### 2022
- 5 de julho: reunião ministerial onde foi discutida uma tentativa de golpe de estado, com Jair Bolsonaro instruindo ministros a questionar o processo eleitoral.[107]
- 18 de julho: Jair Bolsonaro dissemina informações falsas sobre as urnas eletrônicas e ataca a Justiça Eleitoral em uma reunião com embaixadores estrangeiros, que foi transmitida na TV Brasil e em redes sociais.[177][178]
- 30 de outubro: início das manifestações golpistas, após o segundo turno das eleições, com bloqueio de estradas e formação de acampamentos em frente a quartéis do Exército Brasileiro.[179][180]
- 15 de dezembro: Áudios entre Ailton Gomes e Mauro Cid.
- 24 de dezembro: tentativa de atentado a bomba no aeroporto de Brasília por um grupo de integrantes das manifestações golpistas.[181]

### 2023
- 8 de janeiro: invasão e depredação do Congresso Nacional, do Palácio do Planalto e do Supremo Tribunal Federal por uma multidão de radicais bolsonaristas.
- 12 de janeiro: a Polícia Federal encontra na casa de Anderson Torres, ex-secretário de Segurança Pública do Distrito Federal e ex-ministro da Justiça do governo Bolsonaro, a minuta de um decreto que instauraria "estado de defesa" para intervir no TSE e declarar Bolsonaro como presidente eleito.[182]
- 14 de janeiro: prisão de Anderson Torres.[183]
- 23 de janeiro: primeiro depoimento de Anderson Torres na Polícia Federal.[87]
- 2 de fevereiro: segundo depoimento de Anderson Torres na Polícia Federal.[184]
- 7 de setembro: o ex-ajudante de ordens de Jair Bolsonaro, tenente-coronel Mauro Cid, fecha acordo de delação premiada.[185]

### 2024
- 8 de fevereiro: deflagrada a operação Tempus Veritatis.[186][187]
- 9 de fevereiro: divulgado vídeo da reunião ministerial na qual se discutiu uma tentativa de golpe.[104]
- 15 de março: o ex-comandante do Exército Brasileiro, general Freire Gomes, afirma à Polícia Federal que Bolsonaro apresentou a minuta do decreto de intervenção no TSE aos comandantes das Forças Armadas no fim de 2022.[188]
- 27 de agosto: O Exército Brasileiro abriu um Inquérito Policial Militar (IPM) para investigar quatro militares por possíveis crimes relacionados à elaboração da "Carta ao Comandante do Exército de Oficiais Superiores da Ativa do Exército Brasileiro". Essa carta, segundo investigações da Polícia Federal, foi utilizada como instrumento de pressão ao então comandante do Exército, General Freire Gomes, para que ele aderisse a um golpe de Estado em 2022.[189]
- 21 de novembro: a Polícia Federal (PF) apresentou suas conclusões no inquérito que investigou a tentativa de golpe de Estado do país em 2022.[190]

### 2025
- 18 de fevereiro: a Procuradoria-Geral da República (PGR) denuncia Jair Bolsonaro e 33 aliados por tentativa de golpe de Estado em 2022.[191]
- 26 de março: a primeira turma do Supremo Tribunal Federal (STF) decide em unanimidade aceitar a denúncia da PGR e considerar Jair Bolsonaro e outros 7 aliados como réus por tentativa de golpe de Estado.[192]
- 22 de abril: a primeira turma do Supremo Tribunal Federal (STF) decide em unanimidade aceitar a denúncia da PGR e considerar os integrantes do grupo "núcleo 2" como réus por tentativa de golpe de Estado.[193]
- 20 de maio: a primeira turma do Supremo Tribunal Federal (STF) decide em unanimidade tornar réus mais 10 acusados de envolvimento na tentativa de golpe para manter o então presidente Jair Bolsonaro no poder. O grupo dos réus é do chamado "núcleo 3".[194][195]